# Фењер (лист)
Фењер је лист за шалу и сатиру који је излазио од 1875. до 1876. године у Смедереву.

## Историјат
Фењер је један од најстаријих листова у Смедереву.
Лист за шалу и сатиру, Фењер покренуо је социјалиста Милан Пешић са својом супругом Јелисаветом у Смедереву. Јелисавета је потрошила цело своје наследство за набавку штампарије. 
Циљ овог листа био је да осветљава све мрачне „радње министара“, такође „гониће шпијуне, подлаце и чанколизе, каишаре, препредњаке и уље сваке врсте“.
Њих су „фењерџије“ проналазиле и исмевале.
У њему су се објављивали подругљиви сатирични текстови у прози и стиху на рачун бирократије, владе, владајућих норми, институција, група и личности, који су препознати као виновници политичког насиља, економских тегоба, друштвених неправди и аномалија. У светлости фењера они су откривани и приказивани читаоцима.

### Политичка позадина листа
Фењер је био четврти у низу социјалистичких сатиричних часописа – покренутих седемдесетих година XIX века. 
Лист је нападао владу и министре, те је полицијска цензура пратила све што се у њему писало. Међу ликовима које је лист нападао је био министар Јован Ристић. Напада на либерале је било доста, тако да је влада једва дочекала да се због рата са Турском забрани излажење овог листа.
Са бројем 17. - 1876. године овај лист је био обустављен.

### Периодичност излажења
Фењер је излазио једном недељно.

### Изглед листа
Димензије листа су биле 30X22cm.

### Место и година издавања
Смедерево; 1875-1876.
Први број је изашао децембра 1875. а последњи бр.17 - 19. маја 1876. године.

### Штампарија
Лист Фењер је штампан у штампарији Јелисавете М. Пешић.

### Тематика
- Досетке
- Шале
- Анегдоте